# Эрик Шепелявый
Эрик XI Шепелявый, Эрик Эрикссон (швед. Erik Eriksson, Erik XI, Erik läspe och halte; 1216 — 2 февраля 1250) — король Швеции в 1222—1229 и в 1234—1250 годах.

## Биография
Его отцом был король Эрик Кнутссон. Мать Эрика, королева Рикитца, приходившаяся сестрой датскому королю Вальдемару II, после смерти мужа в 1216 году отправилась в Данию, где и родила будущего шведского короля.
В 1222 году Эрик был избран королём Швеции. Спустя некоторое время против него выступил Кнут Хольмгерссон Длинный, происходивший из младшей линии рода Эрика Святого. 28 ноября 1229 года он разбил войско Эрика в сражении при Олюструме (вероятно, нынешняя Остра в Сёдерманланде), и король был вынужден бежать в Данию.
Эрик вновь вернул себе корону лишь после смерти Кнута в 1234 году. Однако реальная власть находилась в руках его ярлов: сначала Ульфа Фасе, затем Биргера Магнуссона.
В 1237 году римский папа Григорий IX призвал Эрика совершить крестовый поход против языческого Тавастланда. Поход возглавил зять (муж сестры) короля ярл Биргер, который, по сообщению «Хроники Эрика», основал там крепость Тавастгус. В 1238 году римский папа благословил Эрика на крестовый поход против новгородских земель. В 1240 году, согласно русским источникам, шведы предприняли поход на Ладогу, но были разбиты новогородским князем Александром в устье Невы.
В 1247 году сын Кнута Длинного Хольмгер поднял против Эрика восстание, однако потерпел поражение возле Спаррсетры в Уппланде и в 1248 году был казнён.
Эрик был женат на дочери Суне Фолькессона Катарине, происходившей из рода Фолькунгов.

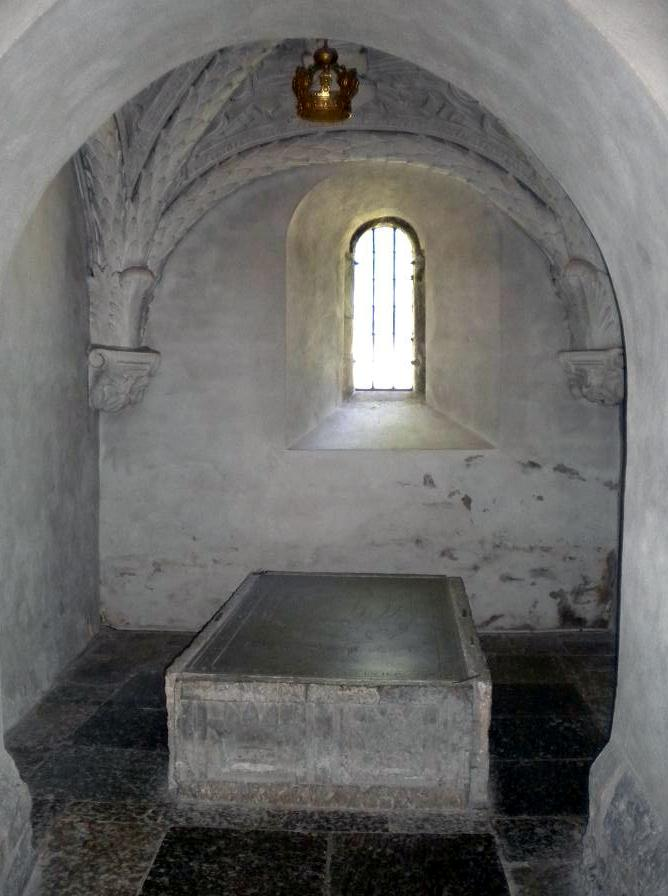
Гробница Эрика Шепелявого в Варнхемском монастыре

Умер король 2 февраля 1250 года и был погребён в церкви монастыря Варнхем. С его смертью угасла мужская линия рода Эрика Святого.
Прозвище Эрика «Шепелявый» восходит к строкам рифмованной «Хроники Эрика», в которой говорится «конунг нетвердо владел языком, был шепеляв, да к тому же и хром». Очевидно, он страдал от рождения травмой головного мозга, которая и вызвала дефект речи и хромоту.

## Образ в кино
- В российском фильме 2008 года «Александр. Невская битва» режиссёра Игоря Калёнова роль Эрика XI играет актёр  Валерий Кухарешин